# Heterogagrella
Heterogagrella is een geslacht van hooiwagens uit de familie Sclerosomatidae.
De wetenschappelijke naam Heterogagrella is voor het eerst geldig gepubliceerd door Roewer in 1954. 

## Soorten
Heterogagrella omvat de volgende 2 soorten:
- Heterogagrella biseriata
- Heterogagrella indica